# 田口広麻呂
田口 広麻呂（たぐち の ひろまろ）は、飛鳥時代の貴族。姓は朝臣。位階は 従五位下。

## 出自
田口朝臣（田口氏）は『新撰姓氏録』「左京皇別」によると、「石川朝臣同祖。武内宿禰大臣之後也」とあり、「蝙蝠臣」という者が豊御食炊屋姫天皇（推古天皇）の御世に、大和国高市郡田口村（現在の奈良県橿原市和田町付近）に家をおこしたので、「田口臣」と号するようになったという。この「蝙蝠臣」は蘇我田口川堀と同一人物とされている。

## 経歴
『続日本紀』巻第三によると、文武天皇の慶雲2年12月（706年）、同じ従六位下の佐伯男・阿倍真君・巨勢小邑治・紀男人らととも四階昇進して従五位下に叙爵する。
史書に名前が登場するのは以上であるが、『万葉集』巻第三には、以下のような和歌が収載されている。
ここで、田口広麻呂の姓が省略されているのと、五位以上の官人である広麻呂の死去が、六位以下の庶民の没する場合に用いられる「死」という語で表記されている理由は不明である。